# Eternal Silence
Eternal Silence (Ewige Ruhe) ist eine 1909 von dem amerikanischen Bildhauer Lorado Taft geschaffene Bronzeskulptur auf und vor schwarzen Granitblöcken. Sie steht auf dem Graceland Cemetery in Chicago und ist auch als Dexter Graves Monument oder Statue of Death (Statue des Todes) bekannt.

## Geschichte
Das Denkmal wurde von Lorado Taft entworfen und von Jules Bercham gegossen. Auf der Nordseite des Sockels gravierte Taft seine Signatur ein. Die Südseite ist mit Am. Art Bronze Foundry J. Bercham -Chicago- beschriftet.
Das Monument erinnert an Dexter Graves (* um 1793; † 29. April 1845), der 1831 eine Gruppe von 13 Siedler-Familien von Ohio nach Chicago führte. Graves starb 1845, 75 Jahre vor der Schaffung der Statue und 16 Jahre vor der Gründung des Friedhofs. Sein Leichnam wurde vermutlich vom anfänglichen Ruheplatz auf dem City Cemetery im heutigen Lincoln Park umgebettet. Das Testament von Graves’ Sohn Henry († 1907) enthielt ein Budget von 250.000 $ für das Denkmal und sah weitere 40.000 $ für ein Denkmal für Henrys Lieblingsrennpferd Ike Cook vor. Das Pferdedenkmal sollte dem Testament zufolge an einem Trinkbrunnen für Pferde im Washington Park errichtet werden, wurde aber nie verwirklicht, obwohl es ein Modell dafür gab. Stattdessen wurde dort 1920 eine andere Statue Tafts, Fountain of Time, eine der Eternal Silence ähnliche Figur mit Kapuzenmantel, aufgestellt.

## Gestaltung
Die drei Meter hohe Bronzeskulptur steht auf einem schwarzen Granit-Sockel vor einem Block ebenfalls aus Granit. Der schwarze Granit bildet einen Kontrast zu der heute durch ihr Alter stark oxidierten Bronzeskulptur. Das Friedhofsamt hatte die Statue früher poliert, um den ursprünglichen Bronzeglanz zu zeigen, bevor in mehreren Beschwerden der Wunsch ausgesprochen wurde, sie wieder in ihrer grünen Patina zu zeigen, die inzwischen auf der Skulptur belassen wird.
Die Darstellung im Stil des Art Nouveau basiert auf traditionellen Darstellungen des Sensenmanns mit dem Kapuzenmantel und wurde von Tafts eigenen Vorstellungen von Tod und ewiger Ruhe beeinflusst. Historisch gesehen, zeigt die Skulptur Ähnlichkeiten mit der Skulptur einer Beerdigungsprozession am Grabmal Philipps II. des Kühnen in Dijon und dem Adams Memorial von Augustus Saint-Gaudens in Washington, D.C. Die Statue gilt als berühmt und wurde als „unvergesslichstes“ Denkmal des Graceland Cemetery bezeichnet. Ada Bartlett Tafts Buch Lorado Taft; Sculptor and Citizen von 1946 listet Eternal Silence als eins der bedeutendsten Werke des Künstlers auf. Bilder von Eternal Silence wurden in anderen Kunstwerken genutzt, unter anderem von Claes Oldenburg.
Eternal Silence wird als schaurig („eerie“), trübsinnig („somber“), grimmig („grim-looking“), geheimnisumwoben („mysterious“) und gespenstisch („haunting“) beschrieben. Einer Großstadtlegende zufolge kann die Betrachtung der Augen der Statue eine halluzinäre Todesvision auslösen.